# Tyrrell Herbert
Tyrrell Raymon Herbert (* 17. Juli 1986) ist ein ehemaliger US-amerikanischer American-Football- und Arena-Football-Spieler. Er spielte jeweils eine Saison auf der Position des Free Safeties für die Florida Tuskers in der United Football League (UFL) und Pittsburgh Power in der Arena Football League (AFL).

## College
Herbert spielte von 2004 bis 2008 für die Toledo Rockets der University of Toledo College Football. In seiner ersten Saison spielte er in neun Spielen, in denen er zwei Tackles erzielte. 2005 startete er in allen zwölf Spielen und erzielte 94 Tackles. 2006 spielte er in elf von zwölf Spielen, welche er alle von Beginn an bestritt. Nur das Spiel gegen die McNeese State University verpasste er verletzungsbedingt. In der Saison 2007 verletzte sich Herbert im Saisoneröffnungsspiel, weshalb er den Rest der Saison ausfiel. Die NCAA erkannte ihm trotz des Einsatzes ein Redshirtjahr an, weshalb er auch für 2008 spielberechtigt blieb. In seine letzten Saison erzielte er 79 Tackles.

## NFL
Nachdem Herbert im NFL Draft 2009 nicht ausgewählt wurde, verpflichteten ihn am 27. April 2009 die Buffalo Bills.

## UFL
Herbert wurde im UFL Draft 2010 von den Florida Tuskers in der fünften Runde ausgewählt. Dort spielte er verletzungsbedingt nur in neun Spielen, erzielte aber trotzdem 56 Tackles. Am 26. August 2010 wurde er entlassen.

## AFL
Am 21. Oktober 2010 wurde Herbert von den Pittsburgh Power für die AFL verpflichtet. Am 18. April 2011 wurde er auf der Injured Reserve List platziert. Am 1. Juni 2011 wurde er wieder aktiviert. Am 7. Juli 2011 wurde er entlassen, aber bereits fünf Tage später erneut verpflichtet. Nachdem er in der Saison 2011 das Team mit 74 Tackles anführte, wurde er am 27. September 2011 für die Saison 2012 wiederverpflichtet. Am 19. März 2012 wurde Herbert suspendiert und Anfang April 2012 endgültig entlassen.